# لوانا بينيرو
لوانا مونيز باربوسا بينيرو (بالبرتغالية: Luana Munize Barbosa Pinheiro؛ مواليد 18 نوفمبر 1993) هي مُقاتلة فنون قتالية مختلطة برازيلية.

## وصلات خارجية
- لوانا بينيرو على موقع الفيدرالية الدولية للجودو (الإنجليزية)
- لوانا بينيرو على موقع JudoInside.com (الإنجليزية)
- لوانا بينيرو على موقع AllJudo.net (الفرنسية)
- لوانا بينيرو على موقع يو إف سي (الإنجليزية)
- لوانا بينيرو على موقع شيردوغ (الإنجليزية)
- لوانا بينيرو على موقع Tapology.com (الإنجليزية)
- لوانا بينيرو على موقع فايت ماتريكس (الإنجليزية)
- لوانا بينيرو على موقع إي إس بي إن (الإنجليزية)